# Vịnh Maputo
Vịnh Maputo (tiếng Bồ Đào Nha: Baía de Maputo), trước đây còn có tên gọi là vịnh Delagoa, là một vịnh hẹp nằm bên bờ biển Mozambique, có chiều dài đo được là hơn 90 km và rộng khoảng 32 km.

## Địa lý
Cửa vịnh Maputo quay về hướng đông bắc. Phía đông của vịnh Maputo là bán đảo Machangulo và đảo Inhaca, ngăn cách vịnh với Ấn Độ Dương. Sông Komati đổ ra phía bắc của vịnh Maputo. Cả ba con sông: Matola ở phía bắc, Mbuluzi ở phía tây và Tembe ở phía nam, đều đổ ra cửa sông Estuário do Espírito Santo ở phía tây của vịnh. Thủ đô Maputo của Mozambique nằm ở phía bắc của Espírito Santo, và cây cầu Maputo–Katembe bắc qua cửa sông này.

## Sinh thái học
Vịnh Maputo là một phần của hệ sinh thái biển Delagoa. Cá voi lưng gù và một số loài cá heo đã được ghi nhận trong vịnh này, trong khi cá voi trơn phương nam và cá cúi đã từng sống rất nhiều trong vịnh, nhưng ngày nay số lượng của chúng đã giảm đáng kể.